# Mali Log
Mali Log – wieś w Słowenii, w gminie Loški Potok. W 2018 roku liczyła 231 mieszkańców.